# Xenofrea albofasciata
Xenofrea albofasciata là một loài bọ cánh cứng trong họ Cerambycidae.